# 일요진단 라이브
《일요진단 라이브》는 KBS 1TV에서 매주 일요일 오전 8시에 방송 중인 시사 프로그램이다.

## 기획 의도
정치 고수의 시선으로 현실 정치의 흐름을 발 빠르게 분석하고 현상의 이면을 날카롭게 통찰하는 시사

## 방송 시간
| 방송 채널 | 방송 기간                           | 방송 시간                           |
| --------- | ----------------------------------- | ----------------------------------- |
| KBS 1TV   | 1993년 5월 9일 ~ 1999년 7월 18일    | 매주 일요일 아침 8시 15분 ~ 9시     |
| KBS 1TV   | 1997년 10월 26일 ~ 1998년 6월 28일  | 매주 일요일 아침 8시 20분 ~ 9시 5분 |
| KBS 1TV   | 1998년 7월 5일 ~ 1999년 7월 18일    | 매주 일요일 아침 8시 15분 ~ 9시 5분 |
| KBS 1TV   | 1999년 7월 25일 ~ 1999년 10월 17일  | 매주 일요일 아침 8시 20분 ~ 9시     |
| KBS 1TV   | 1999년 10월 24일 ~ 2000년 6월 18일  | 매주 일요일 아침 8시 ~ 8시 45분     |
| KBS 1TV   | 1993년 10월 24일 ~ 1997년 10월 19일 | 매주 일요일 아침 8시 10분 ~ 9시     |
| KBS 1TV   | 2000년 6월 25일 ~ 2014년 12월 28일  | 매주 일요일 아침 8시 10분 ~ 9시     |
| KBS 1TV   | 2015년 3월 8일 ~ 2016년 3월 27일    | 매주 일요일 아침 8시 10분 ~ 9시     |
| KBS 1TV   | 2016년 9월 4일 ~ 2018년 6월 10일    | 매주 일요일 아침 8시 10분 ~ 9시     |
| KBS 1TV   | 2015년 1월 4일 ~ 2015년 3월 1일     | 매주 일요일 아침 8시 10분 ~ 9시 5분 |
| KBS 1TV   | 2016년 4월 10일 ~ 2016년 8월 28일   | 매주 일요일 아침 8시 10분 ~ 9시 5분 |
| KBS 1TV   | 2018년 6월 17일 ~ 2023년 6월 4일    | 매주 일요일 아침 8시 10분 ~ 9시 5분 |
| KBS 1TV   | 2023년 6월 11일 ~ 현재              | 매주 일요일 아침 8시 ~ 9시          |

## MC
| 대수 | 진행자             | 진행 기간                          |
| ---- | ------------------ | ---------------------------------- |
| 1대  | 고수웅 기자        | 2000년 7월 2일 ~ 2001년 4월 8일    |
| 2대  | 박대석 前 기자     | 2001년 4월 15일 ~ 2003년 5월 18일  |
| 3대  | 정관용 교수        | 2003년 5월 25일 ~ 2003년 12월 28일 |
| 4대  | 박선규 前 기자     | 2004년 1월 11일 ~ 2005년 12월 25일 |
| 5대  | 유연채 前 기자     | 2006년 1월 1일 ~ 2008년 4월 13일   |
| 6대  | 임병걸 기자        | 2008년 4월 20일 ~ 2008년 9월 7일   |
| 7대  | 김진수 前 기자     | 2008년 9월 21일 ~ 2011년 1월 9일   |
| 8대  | 황상무 前 기자     | 2011년 1월 16일 ~ 2012년 12월 30일 |
| 9대  | 홍기섭 前 기자     | 2013년 1월 6일 ~ 2014년 5월 18일   |
| 10대 | 김준석 前 아나운서 | 2014년 6월 8일 ~ 2014년 6월 22일   |
| 11대 | 김진석 기자        | 2014년 6월 29일 ~ 2017년 8월 27일  |
| 12대 | 이준안 前 해설국장 | 2017년 9월 3일 ~ 2018년 3월 25일   |
| 13대 | 김진수 前 기자     | 2018년 4월 15일 ~ 2019년 5월 19일  |
| 14대 | 박태서 前 기자     | 2019년 6월 2일 ~ 2022년 4월 24일   |
| 15대 | 조현진 기자        | 2022년 5월 1일 ~ 2023년 1월 8일    |
| 16대 | 박장범 기자        | 2023년 1월 15일 ~ 2023년 11월 12일 |
| 17대 | 김대홍 기자        | 2023년 11월 19일 ~ 현재            |
| 18대 | 정윤섭 기자        | 2025년 10월 5일 ~ 예정             |

## 타이틀 변천사
| 기수 | 프로그램 타이틀 | 방송 기간                        |
| ---- | --------------- | -------------------------------- |
| 1기  | KBS 정책진단    | 1993년 5월 9일 ~ 1999년 5월 2일  |
| 2기  | 일요진단        | 1999년 5월 9일 ~ 2019년 5월 19일 |
| 3기  | 일요진단 라이브 | 2019년 6월 2일 ~ 현재            |

## 결방
- 2019년 5월 26일 : 프로그램 개편으로 인한 결방
- 2020년 8월 2일 : 《코로나 200일의 기록 바이러스와 국가 - 제1편 병든 신세계》 편성으로 인한 결방
- 2020년 12월 27일 : 《김영철의 동네 한 바퀴》, 《UHD 숨터 (재방송)》 편성으로 인한 결방
- 2022년 9월 11일 : 추석 연휴로 인한 결방
- 2023년 4월 2일 : 《2023 대구국제마라톤대회》 중계 방송 편성으로 인한 결방
- 2023년 7월 30일 : 《어머니의 고향, 개마고원 - 1부 정전 70주년 특집》 편성으로 인한 결방
- 2023년 9월 24일 ~ 2023년 10월 1일 : 《2022 항저우 아시안 게임》 중계 방송 편성으로 인한 결방
- 2024년 2월 11일 : 《TV비평 시청자데스크》 편성으로 인한 결방
- 2024년 4월 7일 : 《2024 대구국제마라톤대회》 중계 방송 편성으로 인한 결방
- 2024년 8월 11일 : 《한국인의 밥상 (재방송)》 편성으로 인한 결방
- 2024년 9월 15일 : 《동네 한 바퀴 (재방송)》 편성으로 인한 결방

## 경쟁 프로그램
- 시사토크 이슈를 말한다 (MBC TV)